# Ambagaj kan
Ambagaj (mongolsko Амбагай хан, Ambagaj han) je bil leta 1146/1148–1156 kan hamag Mongol – vseh Mongolov, *  ni znano, † 1156.
Bil je eden od pravnukov Hajdu kana, bratranec in predhodnik Hutula kana in sorodnik Jesugeja in Džingiskana. Zaslužen je za rast mongolske moči. Tatarski Džurdži v službi dinastije Jin so ga ugrabili in ga leta 1156 usmrtili s križanjem.
Leta 1211 je Džingiskan začel mongolsko-jinsko vojno, s katero je nameraval maščevati Ambagajevo smrt. Vojna je povzročila padec dinastije Jin. 

## Vir
- Рене Груссе. Чингисхан: покоритель вселенной.  Москва: Молодая гвардия, 2002. ISBN 5-235-02559-8.

| Ambagaj kan Tajčudi   |                                  |                   |
| Vladarski nazivi      |                                  |                   |
| Predhodnik: Kabul kan | Kan vseh Mongolov 1146/1148–1156 | Naslednik: Hutula |